# Palmerston (Noordelijk Territorium)
Palmerston is een Australische stad in het Noordelijk Territorium die vlak bij Darwin ligt. In eerste instantie kreeg het huidige Darwin de naam "Palmerston" (1855), maar in 1911 vond er een hernoeming plaats.
Het land waarop het moderne Palmerston nu staat werd in 1971 aangekocht door de Australische overheid, en de stad werd in 2000 uitgeroepen tot de tweede, en nieuwste stad in het Noordelijk Territorium.
De Charles Darwin University (CDU) heeft een campus in de stad.

## Externe links

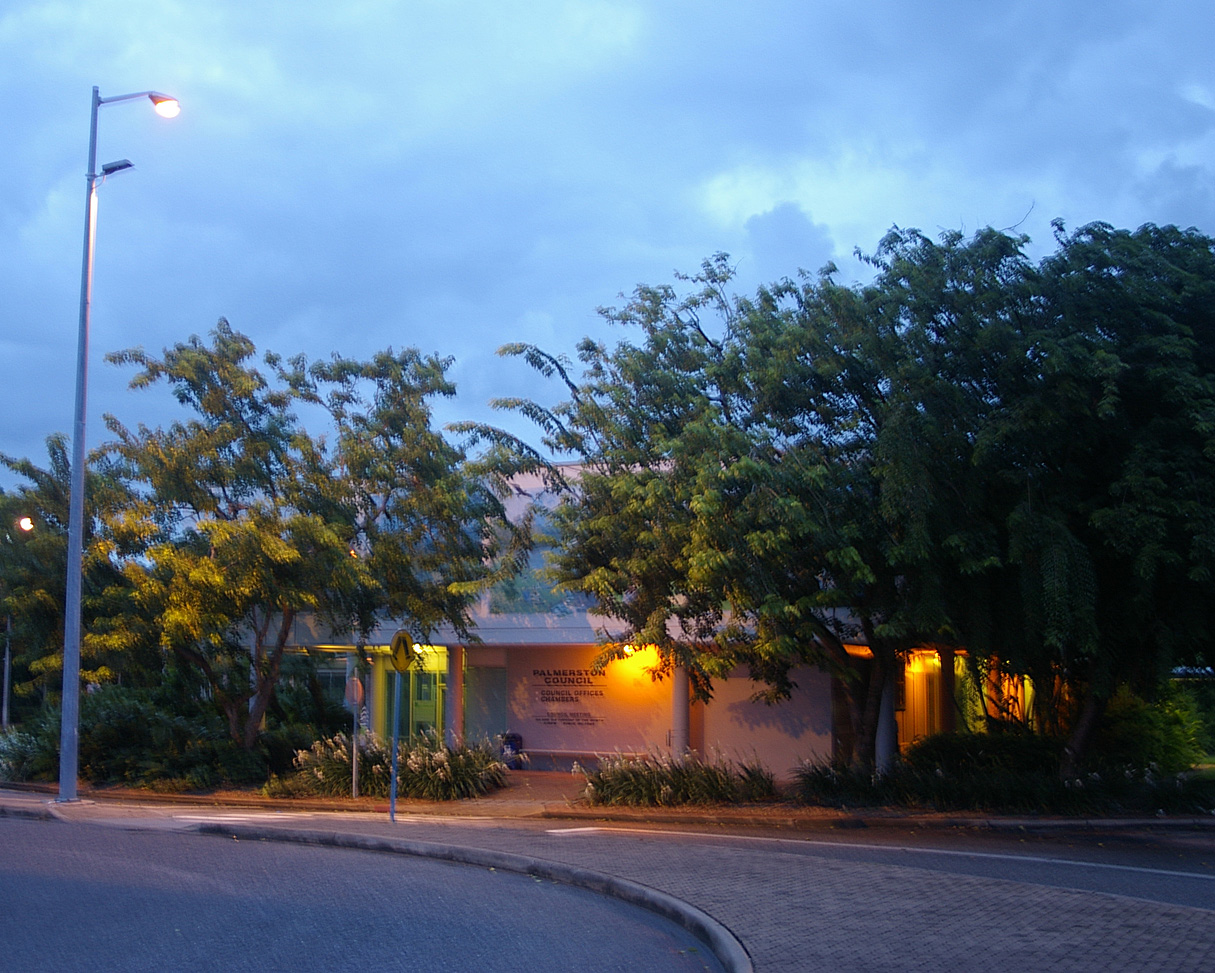
Council Chambers van Palmerston